# Transformação isocórica
Uma transformação isocórica, também chamada de uma transformação isovolumétrica, é uma transformação termodinâmica que ocorre a volume constante em um sistema fechado, sistema este que permite trocas de energia, mas não de matéria, entre o sistema e sua vizinhança. Um processo isocórico é exemplificado pelo aquecimento ou resfriamento do conteúdo de um recipiente inelástico. O processo termodinâmico é a adição ou remoção de calor, o isolamento dos componentes contidos no recipiente, estabelece o sistema fechado, e a incapacidade do recipiente para deformar impõe a condição de volume constante. O termo deriva da língua grega iso, "igual", e Khora, "lugar".
Exemplo: um pneu de um carro pode ser como objeto de estudo que represente um fenômeno isocórico, quando, considerando-se esse pneu de caráter inelástico, seu motorista ao calibrar seu pneu antes de viajar com uma pressão de 30 Ibf/pol², percebe que ao chegar ao seu destino a pressão elevou-se para 32 Ibf/pol².
Isso acontece, pois o atrito dos pneus com o asfalto aquece o material do qual ele é feito, aumentando a sua temperatura interna o que ocasiona também no aumento de sua pressão, uma vez que, em uma transformação isovolumétrica, pressão e temperatura são diretamente proporcionais. O cálculo da pressão interna do pneu após a viagem pode ser feito de seguinte maneira:
P1/T1 = P2/T2, onde:
--> P1: é a pressão inicial 
--> T1: é a temperatura inicial em Kelvin
--> P2: é a pressão final
--> T2: é a temperatura final em Kelvin.

## Formalismo
Uma transformação termodinâmica isocórica é caracterizada pela constante de volume, ou seja, {\displaystyle \Delta V=0}. Tal transformação não realiza trabalho, uma vez que o trabalho é definido por:
{\displaystyle W=P\Delta V} (1)
Onde P é pressão. A convenção de sinal, recomendada atualmente pela IUPAC, é a seguinte:
- sinal positivo: quando o sistema ganha energia sob forma de trabalho – expansão;

- sinal negativo: quando o sistema perde energia sob forma de trabalho – compressão.

Para um processo reversível, a primeira lei da termodinâmica se dá pela variação da energia interna :
{\displaystyle dU=dQ-dW} (2)
Substituindo - se (1) em (2) temos:
{\displaystyle dU=dQ-PdV} (3)
Uma vez que a transformação é isocórica, {\displaystyle dV=0}, a equação anterior dá-se agora por:
{\displaystyle dU=dQ} (4)
Utilizando a definição de capacidade de calor específico a volume constante,
{\displaystyle C_{v}=du/dT}
{\displaystyle C_{v}=dU/(m.dT)} (5)
e substituindo - se (4) em (5) temos:
{\displaystyle dQ=mC_{v}dT} (6)
Integrando ambos os lados:
{\displaystyle Q=m\int _{a}^{b}\!C_{v}\,dT} (6-1)
Onde {\displaystyle a} é a temperatura inicial e {\displaystyle b} temperatura final. Então concluímos que:
{\displaystyle Q=mC_{v}\Delta T\ } (6-2)
Em um diagrama de volume x pressão , uma transformação isocórica aparece como uma linha reta vertical. Seu conjugado termodinâmico, uma transformação isobárica apareceria como uma linha reta horizontal.

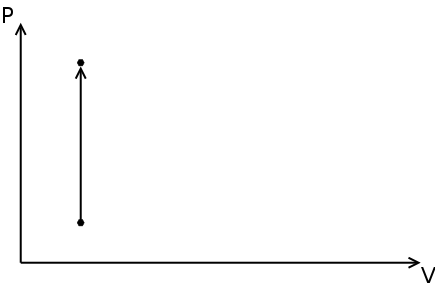
Processo isocórico no diagrama pressão x volume. Neste diagrama, a pressão aumenta mas o volume permanece constante.

## Gás Ideal
Se um gás ideal é utilizado numa transformação isocórica, e a quantidade de gás permanece constante, então o aumento de energia é proporcional a um aumento da temperatura e da pressão. Tome, por exemplo, um gás aquecido num recipiente rígido: a pressão e a temperatura do gás aumentam, mas o volume permanecerá constante.